# Selatosomus miegi
Espèce
Selatosomus miegi est une espèce fossile d'insectes de la famille des Elateridae, de la sous-famille des Dendrometrinae et du genre Selatosomus.

## Classification
L'espèce Selatosomus miegi est décrite en 1937 par le paléontologue français Nicolas Théobald (1903-1981) dans sa thèse,,. 

### Holotype fossile
L'holotype R 624 de l'ère Cénozoïque, et de l'époque Oligocène (33,9 à 23,03 Ma.) fait partie de la collection Mieg conservée au musée d'histoire naturelle de Bâle en Suisse et vient du gisement de Kleinkembs ou (Kleinkems).

### Étymologie
L'épithète spécifique miegi rend hommage à la famille Mieg collectionneuse de cet insecte.

### Confirmation du genre
En 2021, les paléontologues Robin Kundrata, Gabriela Pačková, Alexander S. Prosvirov et Johana Hoffmannova ont confirmé l'appartenance de l'espèce Selatosomus miegi au genre Selatosomus,.

## Description

### Caractères
La diagnose de Nicolas Théobald en 1937, : 

« Élytre de forme allongée, à bords presque parallèles, se rapprochant à peine de la base jusqu'au tiers externe, puis le bord marginal se recourbe progressivement vers le sommet arrondi ; surface ornée de neuf stries ponctuées, lignes bien enfoncées, ponctuation très nette ; stries 3 et 4, 5 et 6, 7 et 8 se réunissent deux à deux à peu de distance du sommet. À la base, la strie 9 s'arrête à l'écusson, 8 et 7 se réunissent, 3 et 4 aussi ; les autres se terminent isolément. Les interstices présentent une ponctuation très fine et irrégulière. »

### Dimensions
La longueur est de 9,5 mm, et la largeur de 3,5 mm.

### Affinités
« Le parcours des stries ponctuées justifie l'attribution de l'échantillon au g. Diacanthus Latreille. Il est très voisin de Diacanthus sutor Heer d'Oeningen (Ins. I 1847. p 136 pl II, fig 5). Il a la même taille, mais les élytres sont de forme plus élancée. L'élytre seul ne permet pas de faire la comparaison avec les Insectes actuels,. »

## Biologie
« Le g. Selatosomus vit sur les vieux pins et sous les pierres. Les larves vivent dans le bois en décomposition.. »

## Galerie
- Quelques espèces vivantes du genre Selatosomus.
- Selatosomus aeneus.
- Selatosomus cruciatus.
- Selatosomus gravidus.
- Selatosomus impressus.
- Selatosomus melancholicus.
- Selatosomus pulcher.
- Selatosomus suckleyi.

### Publication originale
- [1937] Nicolas Théobald, « Les insectes fossiles des terrains oligocènes de France 473 p., 17 fig., 7 cartes,13 tables, 29 planches hors texte », Bulletin Mensuel de la Société des Sciences de Nancy et Mémoires de la Société des sciences de Nancy, Imprimerie G. Thomas,‎ 1937, p. 1-473 (ISSN 1155-1119 et 2263-6439, OCLC 786027547). .